# Hipogeos de Biniai Nou
Los hipogeos de Biniai Nou (Mahón) son un yacimiento arqueológico construido durante el Calcolítico, la fase más antigua con presencia humana documentada hasta ahora en Menorca. Estos dos hipogeos tienen la particularidad de tener una parte, la cámara, excavada en la misma roca, y el acceso o corredor construido con losas verticales, formando una fachada megalítica. 
Estos dos sepulcros, el Monumento 1 y el Monumento 2, fueron excavados hace unos años por parte de un equipo de arqueólogos vinculados al Museo de Menorca y liderado por Lluís Plantalamor y Josep Marquès, hecho que permitió conocer la cronología y recuperar parte del ajuar funerario: recipientes cerámicos, punzones y fragmentos de radiolarita (un tipo de roca que se utilizaba para hacer herramientas para cortar).
El yacimiento arqueológico de Biniai Nou tiene una importancia especial porque uno de los huesos humanos que se encontraron se dató mediante la técnica del carbono-14 y proporcionó la datación más antigua de la prehistoria de Menorca (2290-2030 aC).

## Monumento 1
El monumento 1 tiene la fachada ligeramente cóncava con la puerta situada en el centro. Esta puerta comunica con un corredor con doble losa superior. La cámara tiene la planta oval y una especie de banco en el lateral izquierdo. 

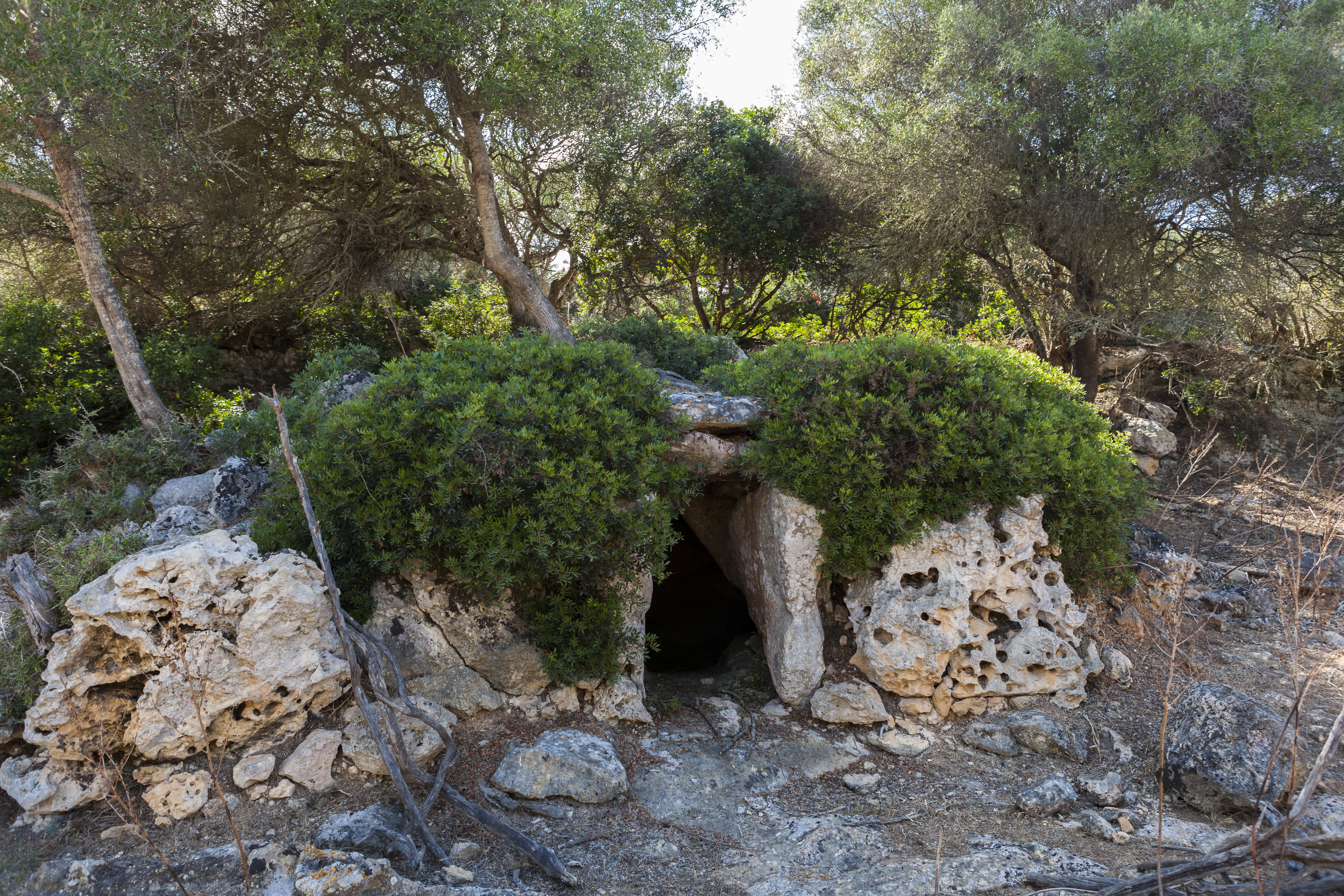
Hipogeo 1 de Biniai Nou

A unos 50 m de este monumento hay una "capada de moro" o cavidad abierta a la roca.

## Monumento 2
El monumento 2 también tiene la fachada ligeramente cóncava con puerta central que comunica con un corredor muy bajo. La cámara, en este caso, es circular y está deteriorada por el desprendimiento de parte del techo, que se restauró después de la excavación arqueológica. La excavación permitió concretar que se enterraron 81 individuos en entierros primarios y que cuando se produjo el derrumbe estaba en pleno uso.

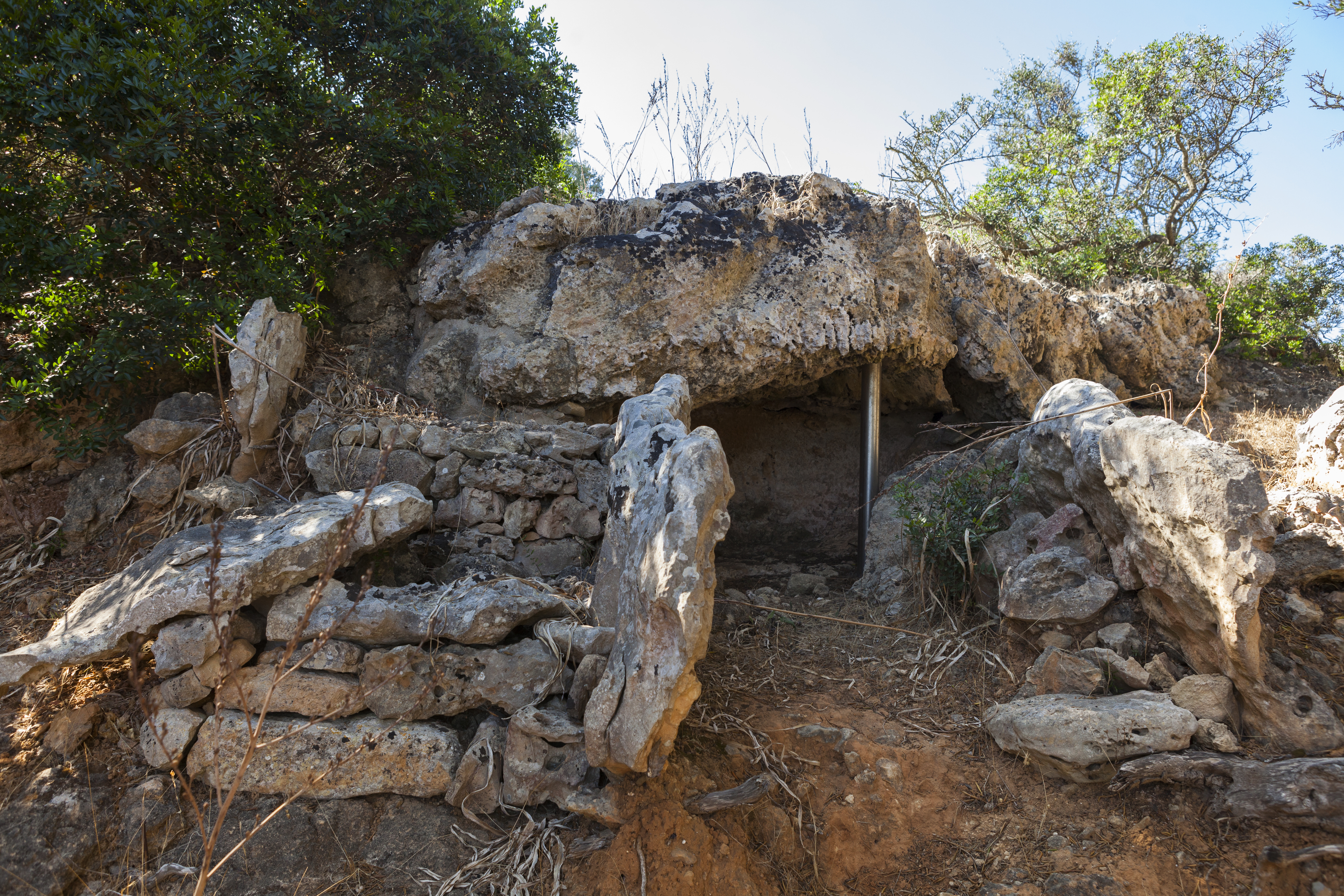
Hypogeum 2 at Biniai Nou

A pesar de que Biniai ha proporcionado las evidencias más antiguas de presencia humana (entre el 2300 y el 2000 aC) no podemos asegurar que los primeros colonos no llegaran un poco antes. En cualquier caso, todo parece apuntar a que los primeros humanos que se instalaron en Menorca de forma permanente eran ya agricultores y ganaderos. Esta gente habría traído, dentro de las embarcaciones con las que llegaron a la isla, las especies que después criarían aquí: cabras, ovejas, cerdos y vacas. Las tradiciones funerarias de estos primeros humanos que llegan a Menorca incluyen la construcción de sepulcros colectivos con grandes losas de piedra, conocidos como dólmenes o sepulcros megalíticos. En algunos casos se trata de sepulcros totalmente construidos, como el dolmen de Ses Roques Llises. En otros casos, como Biniai Nou, la cámara está excavada en la roca, y sólo la entrada está construida con técnica megalítica.

## El ajuar
En el interior de los hipogeos apareció un buen número de parte del ajuar funerario con el que fueron enterrados los individuos. Los objetos más representados dentro de los sepulcros son los vasos cerámicos típicos de la Edad del Bronce menorquín así como los punzones. Otros elementos que aparecieron fue industria líthica utilizando materiales como la radiolarita.

## Periodo cronológico
Calcolítico
Edad del Bronce.